# Собор Киринских святых
Собор Киринских святых — группа святых подвижников Александрийской Православной Церкви.

## Список святых и дни их памяти
Дни памяти указаны по юлианскому календарю (т.е. по старому стилю).
- Александр, апостол, сын Симеона Киринеянина, 28 февраля
- Аммоний, мученик, чтец, 26 марта
- Аристовгул, апостол от Семидесяти, 31 октября
- Ароа, мученица, 5 июля
- Варнава, апостол от Семидесяти, 11 июня
- Георгий, Победоносец, Великомученик, 23 апреля и 3 ноября
- Дигниан, исповедник, 20 августа
- Ириней, мученик, диакон, 26 марта
- Феодор, епископ, священномученик, 4 июля
- Феодор, епископ, другой, священномученик, 26 марта
- Киприлла, мученица, 5 июля
- Кирилла или Сирилла, дева, мученица, 28 октября
- Лукия, мученица, 5 июля
- Лукий, апостол от Семидесяти, 4 января
- Лукий, мученик, 20 августа
- Мария, жена апостольская, мать апостола Марка, 30 июня
- Марк, апостол, евангелист, 25 марта
- Онисифор, апостол от Семидесяти, 7 сентября
- Роди, отроковица, жена апостольская, 15 января
- Руф, апостол, сын Симеона Киринеянина, 28 февраля
- Руф, епископ, который присутствовал на 1-м Вселенском Соборе
- Серапион, мученик, чтец, 26 марта
- Симон Киринеянин, апостол, 27 февраля
- Супруга Симеона Киринеянина, жена апостольская, 28 февраля
- Трифония, мученица, 18 октября